# Cantone di Zarcero
Il cantone di Zarcero è un cantone della Costa Rica facente parte della provincia di Alajuela.
Nel marzo 2010 l'Assemblea nazionale della Costa Rica ha approvato in prima lettura il cambio della denominazione di Cantone di Alfaro Ruiz in Cantone di Zarcero.

## Geografia antropica

### Suddivisioni amministrative
Il cantone  è suddiviso in 7 distretti:
- Brisas
- Guadalupe
- Laguna
- Palmira
- Tapezco
- Zapote
- Zarcero